# Lake Arthur, New Mexico
Lake Arthur är en ort i Chaves County i delstaten New Mexico, USA.